# Chevrolet Chevy Malibu
Chevrolet Chevy — компактный автомобиль, выпускавшийся с 1968 по 1982 год подразделением Chevrolet компании General Motors. Являлся преемником Chevrolet 400.
За основу Chevrolet Chevy был взят Chevrolet Nova второго поколения. Выпускался только четырёхдверный седан.
Chevrolet Chevy Malibu был снят с производства в 1978 году, когда компания Chevrolet прекратила свою деятельность в Аргентине.